# Ким, Дмитрий Валерьевич
Дми́трий Вале́рьевич Ким (узб. Dmitry Valeryevich Kim; род. 7 октября 1989) — узбекский тхэквондист, участник Олимпийских игр 2008 года и 2012 годов в составе команды Узбекистана. Президент и тренер спортивного клуба «ФЕНИКС».

## Карьера
На Олимпиаде в 2012 году принял участие в соревнованиях в весовой категории до 68 кг, однако в первом же круге уступил бразильцу Диего Силве (2—3).